# Rovovska palica
Rovovska palica predstavlja hladno oružje široko korišteno u Prvom svjetskom ratu. Koristile su je i Antanta i Središnje sile, posebice na Zapadom bojištu gdje su se odvijale velike rovovske bitke. Palice bi se uglavnom koristile noću kada bi se iznenada upadalo u neprijateljski rov te bi se njima na tih način neutraliziralo neprijateljske vojnike. Bile su načinjene od drveta, a na vrh se stavljalo razne komade metala (primjerice zabijali bi se čavli ili bi se pričvršćivale prazne bombe) kako bi se povećala šteta koju nanose udarcem. Ovo oružje masovno se proizvodilo odmah iza prvih linija bojišnice.